# Sepänsaari (ö i Birkaland, Tammerfors, lat 61,47, long 24,49)
Sepänsaari är en ö i Finland. Den ligger i sjön Iso Saksijärvi och i kommunen Kangasala i den ekonomiska regionen Tammerfors och landskapet Birkaland, i den södra delen av landet, 150 km norr om huvudstaden Helsingfors. Öns area är 0,6 hektar och dess största längd är 130 meter i sydöst-nordvästlig riktning.